# Efecte cosinus

Cosinus d'un angle

L'efecte cosinus o error cosinus es produeix en utilitzar un instrument de mesura quan l'usuari no s'adona que el vector que està mesurant l'instrument no coincideix amb el vector que ell vol mesurar. Sovint la manca de coincidència és subtil (amb vectors gairebé coincidents), per això l'usuari no se n'adona (o ho sap però no hi dona importància). Un exemple senzill és prendre una mesura a través d'un rectangle però no adonar-se que la línia de mesura no és del tot paral·lela a les vores, sent lleugerament diagonal. En lloc de mesurar el vector desitjat (en aquest cas, l'amplada ortogonal), l'instrument està mesurant la hipotenusa d'un triangle en el qual el vector desitjat és de fet un dels catets. El cosinus d'aquest triangle es correlaciona amb quant error existeix en la mesura (d'aquí el nom «error cosinus»). Així, l'usuari pot mesurar un bloc de metall i sortir amb una amplada de 208,92 mm quan l'amplada real és de 208,91 mm, una diferència que importa per al mecanitzat posterior. Tot i que és possible que molts treballadors no utilitzin el terme «error cosinus» per anomenar aquest error (en lloc d'anomenar-lo «no mesurar directament»), el concepte subjacent és el mateix. Per exemple, un principiant en fusteria podria cometre aquest tipus d'error amb una cinta mètrica lleugerament torçada, mentre que un mestre fuster sabria mesurar directament per experiència arrelada.

## Aplicabilitat
Un context en el qual sovint s'ha de considerar l'error de cosinus potencial és en l'ús d'un indicador (instrument amplificador de distància).
L'error cosinus també pot afectar la interferometria làser.
Un altre context en el qual destaca l'error potencial del cosinus és en l'aplicació del trànsit lidar i l'aplicació del trànsit del radar, quan els conductors afirmen que la mesura de velocitat va ser errònia perquè el senyal de radar o lidar es va emetre en una direcció no alineada amb el recorregut del vehicle. Però l'error cosinus sempre redueix la velocitat mesurada, afavorint així el conductor. Hi ha dubtes de fins a quin punt és cert que l'equip és propens a aquest error, s'ha argumentat als jutjats de trànsit. És demostrable que els radars de guia de míssils són capaços de mesurar amb precisió els moviments oblics de les aeronaus enemigues en una varietat de condicions, però fins a quin punt el radar o lidar de control de trànsit aconsegueix aquest problema ha estat qüestionat pels acusats, que al·leguen en la seva defensa l'efecte cosinus o error cosinus.

## Correcció de l'efecte
Com més llarg sigui l'instrument, més fàcil serà controlar l'error cosinus. Si l'instrument és molt petit, es poden utilitzar tècniques d'alineació òptica per tal de reduir l'efecte cosinus.